# Santa Cruz (Chiapas)
Santa Cruz, también llamada Sitio Grande, es una localidad del municipio de Reforma ubicado en el noroeste del estado mexicano de Chiapas.

## Geografía
La localidad de Santa Cruz (Sitio Grande) se sitúa en las coordenadas geográficas 17°48′36″N 93°09′49″O / 17.810000, -93.163611, a una elevación de 31 metros sobre el nivel del mar.

## Demografía
Según el Conteo de Población y Vivienda 2020, efectuado por el Instituto Nacional de Estadística y Geografía, la localidad de Santa Cruz (Sitio Grande) tiene 695 habitantes, de los cuales 352 son del sexo masculino y 343 del sexo femenino. Su tasa de fecundidad es de 2.47 hijos por mujer y tiene 197 viviendas particulares habitadas.
| Gráfica de evolución demográfica de Santa Cruz (Sitio Grande) entre 1940 y 2020 |
|                                                                                 |
| INEGI.                                                                          |